# Triodontopyga vibrissata
Triodontopyga vibrissata är en tvåvingeart som beskrevs av Guimaraes 1983. Triodontopyga vibrissata ingår i släktet Triodontopyga och familjen parasitflugor. Inga underarter finns listade i Catalogue of Life.